# Танака, Хирокадзу
Хирокадзу Танака (яп. 田中 宏和 Танака Хирокадзу) — японский музыкант и композитор, известный своими работами для видеоигр компании Nintendo. В настоящее время является президентом Creatures, Inc.

## Биография
Хирокадзу Танака начал своё знакомство с музыкой в возрасте пяти лет, когда родители определили его в музыкальную школу Yamaha Music School. С девяти до одиннадцати лет Танака обучался игре на фортепиано. Его мать регулярно принимала участие в записи классической фортепианной музыки и саундтреков к кинофильмам, что сказалось на формировании музыкального восприятия и вкуса у маленького Хирокадзу. В возрасте девяти лет он также заинтересовался рок-музыкой (чему способствовало начало трансляции в Японии телевизионного шоу The Monkees), и даже организовал с друзьями собственную группу. Будучи её участником, а иногда и соло Хирокадзу Танака играл на гитаре, клавишных, ударных музыку самых разных направлений.
Танака поступил в колледж на специальность инженера электроники, однако испытывал больший интерес к музыкальным электронным приложениям, находя их более полезными для его увлечения музыкой.
В 1980 году Хирокадзу Танака увидел объявление в газете о вакансии звукоинженера в компании видеоигр Nintendo. В то же время его группа добилась значительной популярности и подписания контракта с крупной звукозаписывающей студией, однако Танака выбрал игровую индустрию и ушёл из группы.

## Nintendo
Первыми проектами Хирокадзу Танаки, выполненными для Nintendo, было музыкальное оформление игр для аркадных автоматов. Техника была примитивной, и Танака занимался в основном звуковыми эффектами. Его работа заключалась в основном в программировании звука в двоичном коде.
В 1983 году Nintendo начала разработку своей игровой консоли Famicom (известной за пределами Японии как Nintendo Entertainment System, и Танака принял участие в работе над музыкальным оформлением первых игр, таких как Duck Hunt и Kid Icarus. Новая игровая система имела трёхтональный генератор и один генератор псевдослучайного шума, задействованные в создании мелодий и звуковых эффектов в играх. Это по-прежнему серьёзно ограничивало работу композиторов для игр, и Танака предпочитал писать музыку старым методом, используя бинарный код.

## Основные работы
- Space Firebird (1980) (только звуковые эффекты)
- Donkey Kong (1980)
- Pac-Man Fever (1982) (только звуковые эффекты)
- Urban Champion (1984)
- Balloon Fight (1984)
- Wild Gunman (1984)
- Duck Hunt (1985)
- Gyromite (1985)
- Stack-Up (1985)
- Wrecking Crew (1985)
- Kid Icarus (в Японии Hikari shinwa: Parutena no Kagami) (1986)
- Metroid (1986)
- Famicom Wars (1988)
- Super Mario Land (1989)
- EarthBound Beginnings (совместно с Акио Омори, Рицуо Камимурой и Кэйити Судзуки) (1989)
- Balloon Kid (в Японии Balloon Fight GB) (1990)
- Dr. Mario (1990)
- Fire Emblem: Ankoku Ryū to Hikari no Ken (1990)
- EarthBound (Mother 2, 1994, совместно с Кэйити Судзуки)
- Pokémon Channel (2003)
- Pokémon Colosseum (2004)
- Super Smash Bros. Brawl (2008) (совместно с многими другими композиторами)